# Frances Woodworth Wright
Frances Woodworth Wright, née le 30 avril 1897 à Providence (Rhode Island, États-Unis) et morte le 30 juillet 1989 à Cambridge (Massachusetts, États-Unis), est une astronome américaine qui travailla à l'Université Harvard. Pendant la Seconde Guerre mondiale, elle a enseigné la navigation céleste aux officiers et ingénieurs de l'armée.

## Jeunesse
Frances Woodworth Wright est née le 30 avril 1897 à Providence, dans le Rhode Island, aux États-Unis. Elle est la fille de George William Wright et de Nellie Woodworth Wright. En 1907, Wright rédigea un bref essai intitulé My Favorite Poem (Mon Poème préféré) pour le célèbre magazine national pour enfants St. Nicholas (en). Elle a obtenu un baccalauréat à l'Université Brown en 1920. Elle a obtenu un doctorat en astronomie au Barnard College en 1958, comme étudiante de Fred Whipple.

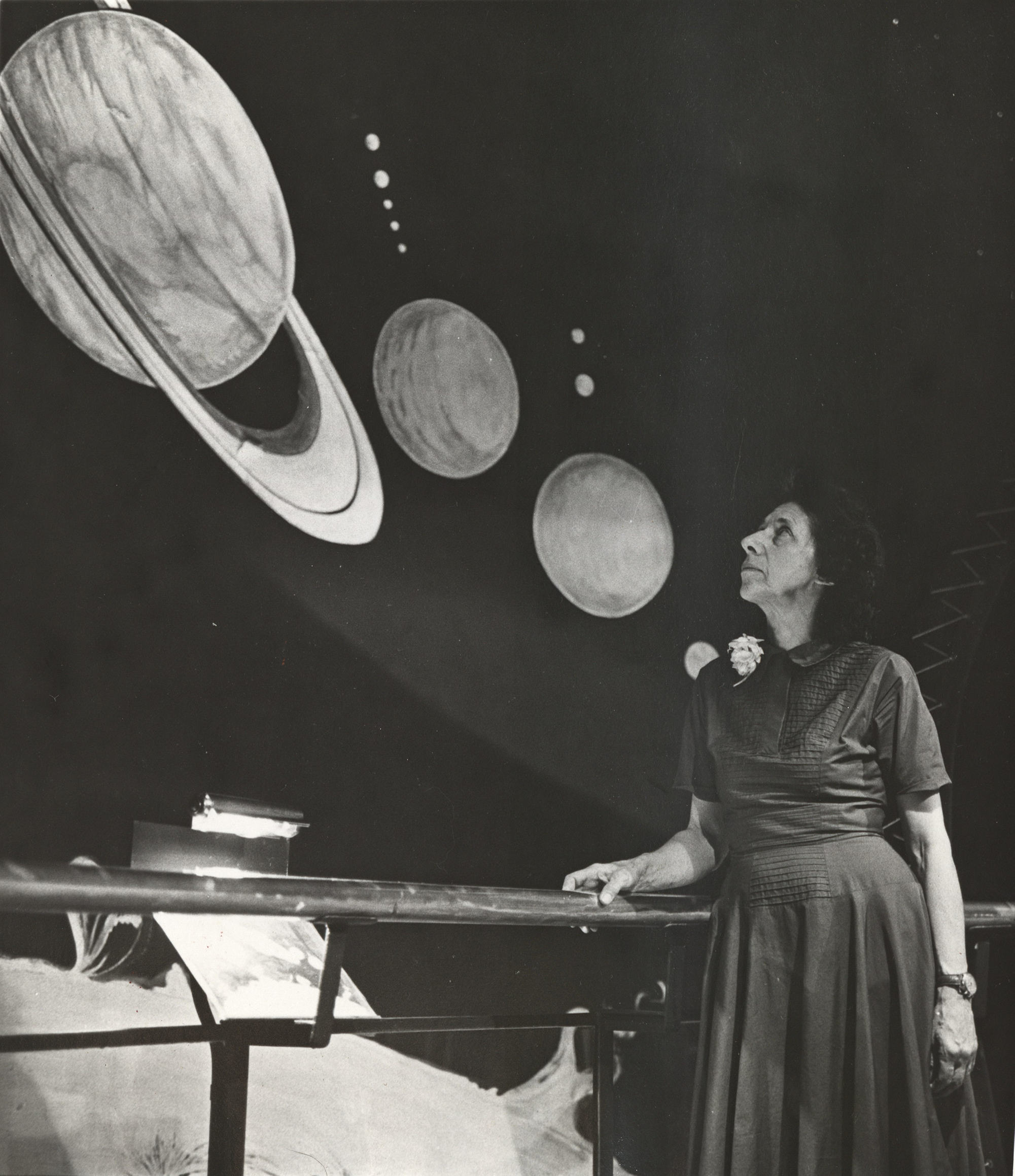
Frances Woodworth Wright examinant une exposition planétaire.

## Carrière
Frances Wright a enseigné l'astronomie et les mathématiques au Elmira College avant d'être embauchée comme calculatrice à l'observatoire de l'Université Harvard. Là, elle est devenue une amie proche de l'astronome Cecilia Payne-Gaposchkin. Les deux femmes ont parcouru les États-Unis en voiture ensemble en 1930 pour visiter des observatoires de l'Ouest américain et y camper.
Pendant la Seconde Guerre mondiale, Frances Wright enseigna la navigation céleste aux officiers et ingénieurs de l'armée,. Pendant de nombreuses années après, elle enseigna des cours de navigation aux étudiants de Harvard et aux marins locaux. En 1986, elle déclara : « J'adore le regard de certains de leurs visages lorsqu'ils ont appris quelque chose. Vous vous sentez comme si vous avez ajouté quelque chose à leur horizon, tout comme cela en ajoute au moins. Cela m'inspire de penser que ce cours leur donne un sens de l'aventure. ».
Elle a écrit trois livres sur les techniques de navigation, tous publiés par Cornell Maritime Press : Celestial Navigation (1969, révisé en 1982), Coastwise Navigation (1980) et Particularized Navigation: How to Prevent Navigational Emergencies (1973). Elle est également co-auteur de Basic Marine Navigation (1944, avec Bart Bok)  et de The Large Magellanic Cloud (1967, avec Paul W. Hodge). Ses recherches publiées comprennent plusieurs études sur les particules météoritiques,,,,.
Wright prit sa retraite en 1971. En 1976, la planète mineure (2133) Franceswright fut nommée en son honneur, après sa découverte à l'observatoire de l'Université Harvard.

## Vie personnelle et héritage
Frances Woodworth Wright est morte d'un cancer le 30 juillet 1989 à Cambridge, dans le Massachusetts, à l'âge de 92 ans. Son petit télescope fait partie de la collection d'instruments scientifiques historiques de l'Université Harvard. Wright a créé et doté le fonds de navigation Frances W. Wright, garantissant ainsi la continuité du cours,.